# جون ويبستر
جون ويبستر (بالإنجليزية: John Webster )‏ (و. 1578 – 1634 م) هو كاتب مسرحي، وشاعر، وكاتب من المملكة المتحدة لبريطانيا العظمى وأيرلندا، ولد في لندن، بدأ مشواره المهني سنة 1602، توفي في لندن، عن عمر يناهز 56 عاماً.

## التعليم
تعلم في مدرسة ميرشانت تايلورز ‏.

## وصلات خارجية
- جون ويبستر على موقع IMDb (الإنجليزية)
- جون ويبستر على موقع الموسوعة البريطانية (الإنجليزية)
- جون ويبستر على موقع ميوزك برينز (الإنجليزية)
- جون ويبستر على موقع قاعدة بيانات برودواي على الإنترنت (الإنجليزية)
- جون ويبستر على موقع إن إن دي بي (الإنجليزية)
- جون ويبستر على موقع ديسكوغز (الإنجليزية)
- جون ويبستر على موقع قاعدة بيانات الفيلم (الإنجليزية)
- جون ويبستر في قاعدة بيانات الأفلام على الإنترنت